# História de Bengasi

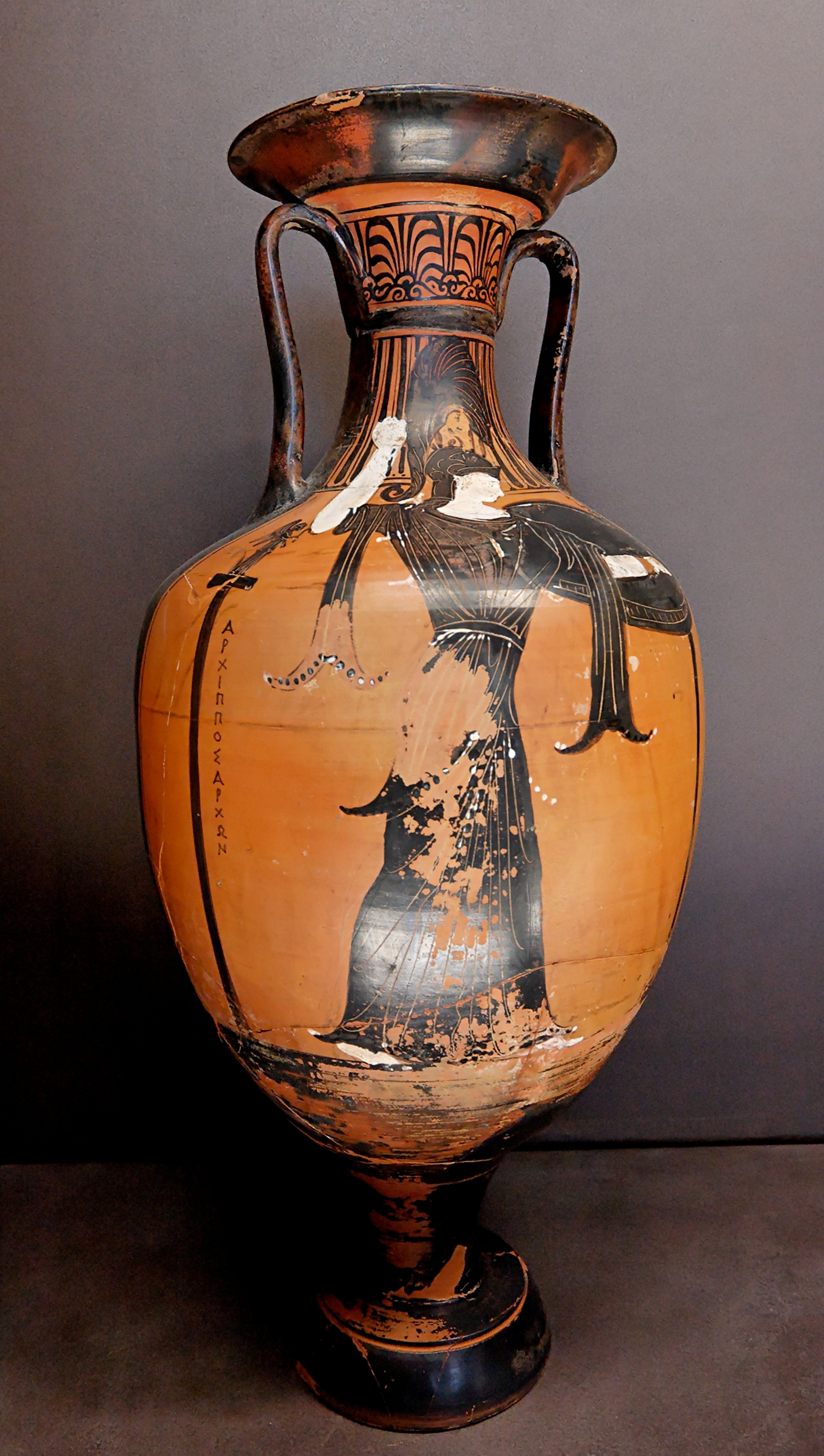
Ânfora panatenaica encontrada no local onde se situava Euespérides, a antecessora gregos da atual Bengasi

Bengasi ou Bengazi (em árabe: بنغازي; romaniz.: Banghāzī ou Binġāzī), chamada Berenice (Βερενίκη) e Hespérides ou Euespérides, é  segunda maior cidade da Líbia e a mais importante da região da Cirenaica. Situa-se na margem do mar Mediterrâneo e foi fundada no século VI a.C. por colonos gregos.
Foi um cidade romana entre 96 a.C. a primeira metade do século V d.C., quando passou a fazer parte do Reino Vândalo. No início do século VI foi conquistada pelo Império Bizantino, que  perdeu o seu controlo para o Califado Ortodoxo em 643, quando já mais não era do que uma aldeia irrelevante.
Recomeçou a ganhar alguma importância comercial no século XIII, devido ao comércio com a República de Génova e quando foi tomada pelo Império Otomano, em 1578, era um importante porto estratégico. Entre 1711 e 1835 a administração da cidade foi exercida pelos Karamanlis, os governadores hereditários nominalmente vassalos dos otomanos. A partir de 1835, o governo central otomano passou a administrar diretamente a cidade. Em 1911, o controlo passou para a Itália, que nesse ano invadiu a Cirenaica. Tendo sido palco de combates durante a Segunda Guerra Mundial, ficou sob o controlo do Reino Unido a partir dos últimos dias de 1942.
Entre 1949 e 1951 foi a capital do Emirado de Cirenaica, que em 1951 passaria a integrar o então criado Reino da Líbia, que tinha duas capitais — Trípoli e Bengasi.
Bengasi foi o local onde estalaram os primeiros protestos contra o regime de Muamar Gadafi, que rapidamente escalaram para a guerra civil que culminaria na deposição e morte do ditador líbio. Ao longo da Guerra Civil Líbia (2014–2020) foi palco de combates intensos entre forças leais ao governo e militantes islâmicos.

## Colónia grega
A Cirenaica, região onde se encontra Bengasi, foi muito colonizada pelos gregos na Antiguidade. A antiga cidade grega que existiu na área que a cidade moderna foi fundada cerca de 525 a.C. com o nome de Euespérides (ou Hespérides), provavelmente por habitantes das vizinhas Cirene ou Barca. A cidade grega situava-se à beira duma lagoa com ligação ao mar, que naquele tempo poderia ser suficientemente profunda para ser navegável por navios à vela. O nome teria sido atribuído devido à fertilidade do local, o que deu origem a associações com com o jardim mitológico das Hespérides. Essa antiga cidade situava-se numa porção de terra elevado no que é atualmente o subúrbio de Sbikhat al-Salmani (sapal de al-Salmani), na parte norte de Bengasi, em frente ao cemitério de Sidi-Abaíde.

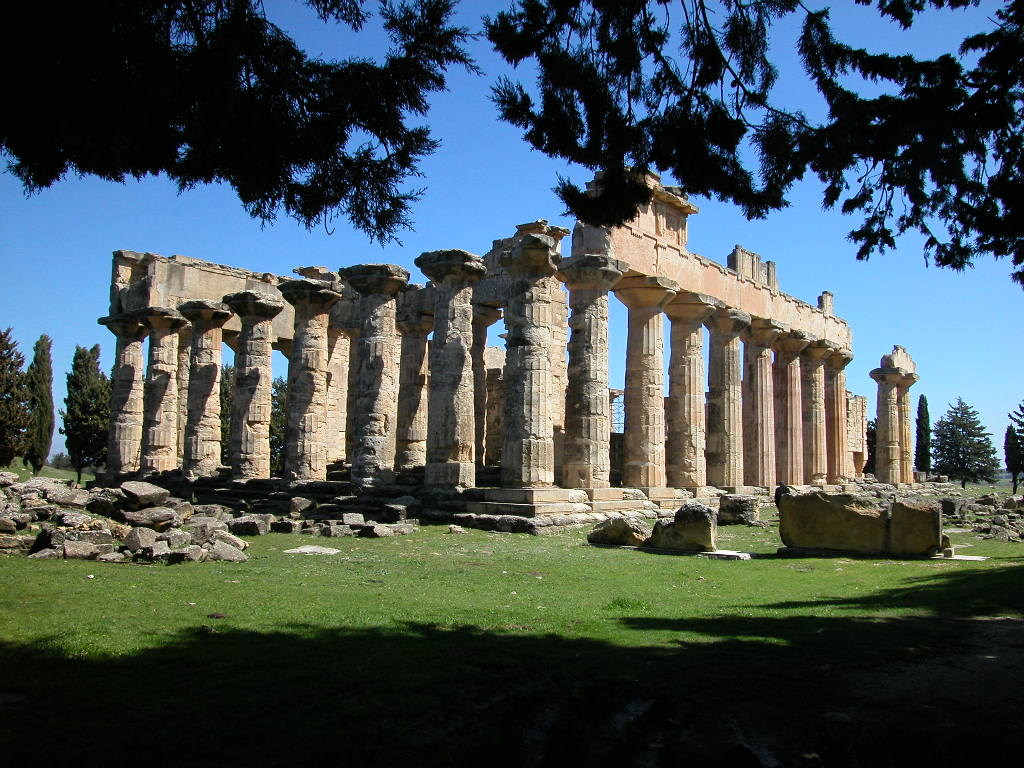
Templo de Zeus de Cirene, outra cidade grega da Cirenaica situada cerca de 200 km a nordeste-leste de Bengasi

Foi em Euespérides que os messénios se refugiaram quando foram expulsos pelos espartanos de Lepanto em 399 a.C., onde se tinham refugiado após terem sido derrotados na em 460 a.C. Juntamente com Cirene, Barca, Apolónia, e Tauquira, Euespérides formava a chamada Pentápole ("cinco cidades") da Cirenaica, o nome dado às cidades mais importantes daquela região.
Segundo a lenda, a cidade foi fundada em 446 a.C. por um irmão do rei de Cirene.[carece de fontes?] Euespérides é mencionada pela primeira vez em fontes históricas no relato feito por Heródoto duma revolta em Barca e duma expedição persa à Cirenaica em 515 a.C., no qual escreve que uma força punitiva enviada pelo sátrapa do Egito conquistou a Cirenaica, avançando para oeste até Euespérides. As moedas mais antigas cunhadas na cidade datam de 480 a.C.. Uma faces dessas moedas tem uma gravura de Delfos. Outra face tem uma imagem de sílfio, a planta que foi o símbolo do comércio da Cirenaica devido ao seu uso como tempero de luxo e fármaco. A cunhagem de moeda sugere que a cidade deve ter sido autónoma em relação a Cirene no início do século V a.C.[carece de fontes?]
A cidade situava-se em território hostil, rodeada por tribos pouco hospitaleiras. O historiador grego Tucídides fala de um cerco à cidade levado a cabo por líbios, possivelmente nasamões, em 414 a.C.. Euespérides foi salva devido à chegada imprevista do general espartano Gilipo e da sua esquadra, que foram empurrados para a Líbia por ventos adversos quando se dirigiam para a Sicília. Um dos rei da Cirenaica cujo destino está ligado à cidade é Arcesilau IV. Este rei usou a sua vitória em carros de guerra nos Jogos Píticos de 462 a.C. para atrair novos colonos a Euespérides, onde Arcesilau esperava criar um refúgio seguro para ele próprio contra o ressentimento do povo de Cirene. O plano não funcionou, pois quando o rei fugiu para Euespérides durante a revolta ocorrida cerca de 440 a.C., ele foi assassinado, pondo fim a quase 200 anos de governo da dinastia batíada.[carece de fontes?]
Segundo uma inscrição encontrada in situ, datada de meados do século IV a.C., a cidade tinha uma constituição similar à de Cirene, como um conselho de magistrados chefes (éforos) e um conselho de anciãos (gerontes). A Cirenaica foi apoiante de Alexandre e após a morte deste, passou a fazer parte do Reino Ptolemaico com sede no Egito. Durante o período de instabilidade que se seguiu à morte de Alexandre, a cidade apoiou o lado vencido numa revolta liderada pelo aventureiro espartano Thibron, que foi derrotado pelos cireneus e seus aliados quando tentava criar o seu império.[carece de fontes?]
Depois do casamento de Ptolemeu III do Egito com Berenice, filha do rei de Cirene Magas, em meados do século III a.C., muitas cidades foram rebatizadas para marcar o acontecimento. Euespérides passou então a chamar-se Berenice (Berenike) e mudou de localização. O abandono da cidade original deveu-se provavelmente ao assoreamento das lagoas. O local da nova Berenice situa-se no centro da moderna Bengasi. A colónia grega durou até meados do século III a.C. e os seus restos foram decobertos no início da década de 1950 por Frank Jowett.[carece de fontes?]

## Período romano, vândalo e bizantino

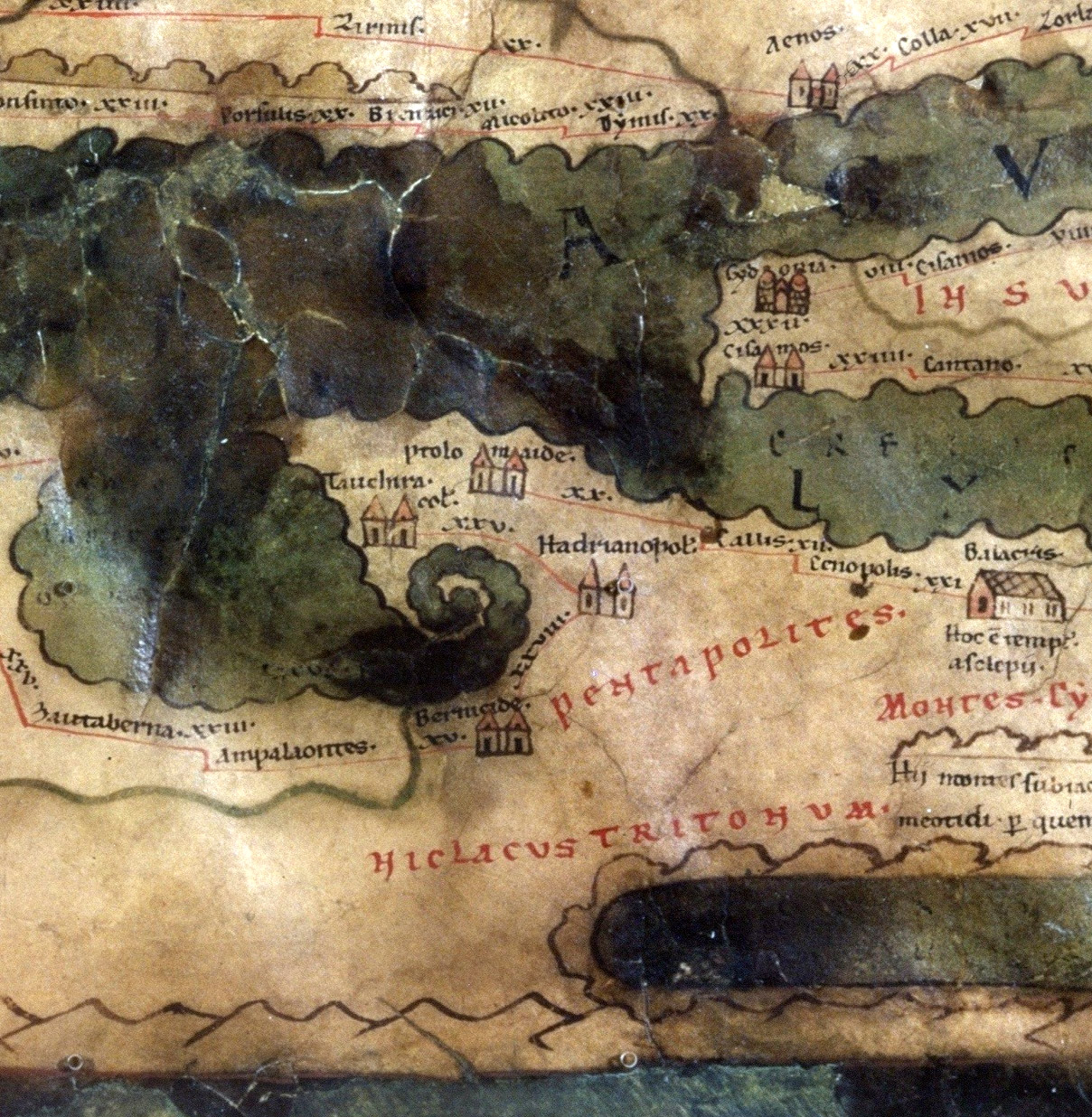
Secção da Tabula Peutingeriana (mapa rodoviário romano) mostrando a Pentápole da Cirenaica, o conjunto das principais cidades daquela região

A Cirenaica tornou-se uma província romana quando foi deixada em testamento a Romana por Ptolemeu Apião, que morreu em 96 a.C. No princípio, os romanos deram liberdade a Berenice e às outras cidades da Pentápole. No entanto, em 78 a.C. a região foi organizada como uma província, juntamente com Creta. Em 20 d.C. tornou-se uma província senatorial, à semelhança da sua vizinha ocidental muito mais proeminente, a África Proconsular. As reformas da Tetrarquia de de Diocleciano em 296 mudaram estrutura administrativa do império e a Cirenaica foi dividida em duas províncias: Líbia Inferior e Líbia Superior, esta última incluindo a Pentápole e com capital em Cirene.[carece de fontes?]
Berenice prosperou durante a maior parte dos cinco séculos em que foi uma cidade romana. Chegou mesmo a ultrapassar Cirene e Barca como o principal centro da Cirenaica, depois do século III d.C. Foram construídas muitas estruturas na Berenice romana, tendo sido encontrados mosaicos nas ruínas e edifícios importantes. Num época posterior, a cidade foi dotada de termas e igrejas.
Os habitantes da cidade foram seguidores de várias religiões ao longo dos séculos. Antes do advento do cristianismo, o culto de Apolo foi muito importante. Existiu uma comunidade judia praticamente desde que a cidade foi trasladada do local original. Era provavelmente maioritariamente constituída por membros de poucas posses, mas três inscrições comprovam que havia um estrato mais abastado. Berenice teve uma sinagoga. Não obstante a relativa paz, havia alguns conflitos religiosos. Em 118 d.C., uma revolta judaica destruiu grande parte da Cirenaica.[carece de fontes?]
Mais tarde, o cristianismo chegou à cidade, vindo do Egito. Muitos dos primeiros cristãos de Berenice era não trinitários sabelianistas e seguidores de Carpócrates. A cidade tornou-se sede de uma diocese. O primeiro bispo cujo nome se conhece é Ammon, a quem Dionísio de Alexandria escreveu em 260. O bispo Dathes participou no Primeiro Concílio de Niceia, em 325, e Probatius num sínodo realizado em Constantinopla em 394. Depois do Concílio de Niceia de 325, a Cirenaica foi reconhecida como uma província eclesiástica do Patriarcado de Alexandria.[carece de fontes?] Embora a diocese já não exista, Berenice é atualmente uma sé titular.
Em 431, a maior parte da Líbia foi tomada pelos vândalos, liderados por Genserico, que teria levado consigo cerca de 80 000 colonos. Os vândalos saquearam a Cirenaica e Berenice passou a fazer parte do seu reino. Os romanos reconheceram a posse dos vândalos, na condição da administração civil se mantivesse nas mãos dos romanos. A cidade sofreu muitos danos durante a invasão vândala.[carece de fontes?]
No século VI, durante o reinado de Justiniano, os bizantinos tomaram o controlo da região e empreenderam várias obras de reparação. Segundo Procópio de Cesareia, Justiniano mandou reconstruir as muralhas de Berenice e construir umas termas públicas. Com a reorganização administrativa posterior levada a cabo por Maurício (r. 582–602), a Cirenaica passou a fazer parte da província bizantina do Egito. Em geral, o controlo bizantino na região foi fraco, à exceção de Berenice e outras áreas urbanas mais importantes. As rebeliões de berberes eram frequentes no interior, que era muito inseguro, e acabaram por deixar a região num estado anárquico. A administração bizantina era muito impopular, para o que contribuíam os pesados impostos crescentes, cobrados para suportar as despesas militares, ao mesmo tempo que Berenice e outras cidades decaíam.

## Invasão islâmica e domínio otomano

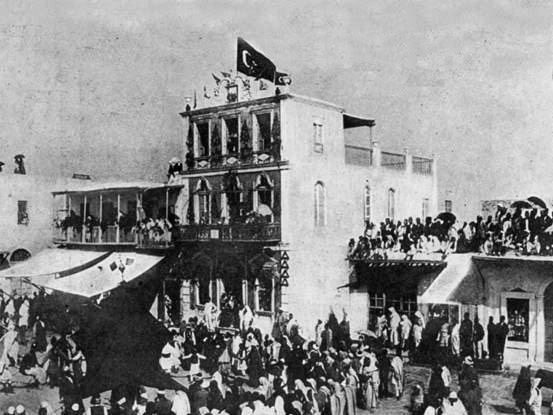
Bandeira otomana hasteada durante as celebrações do Mulude em Bengasi em 1896

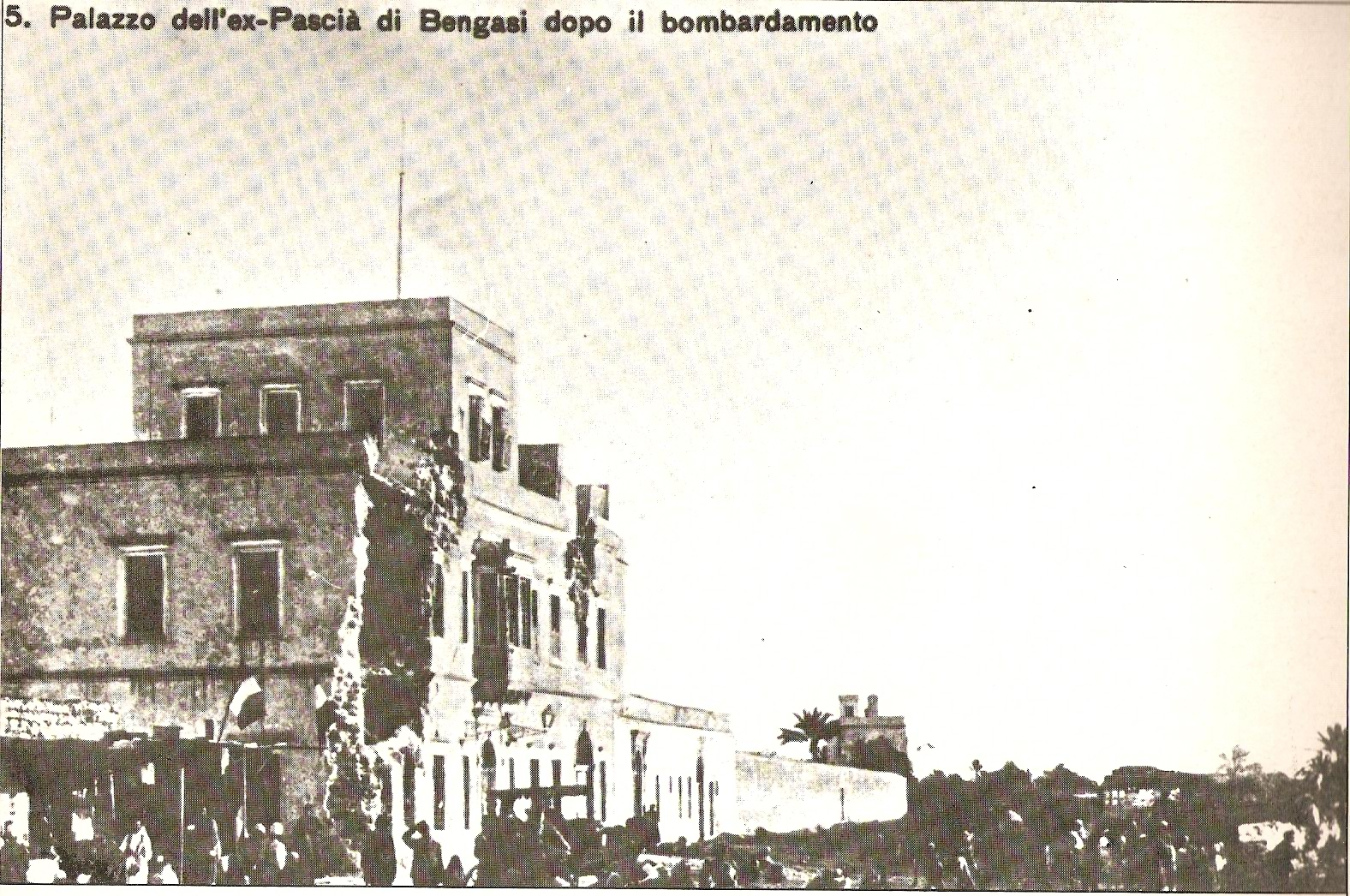
Palácio de paxá após ter sido bombardeado pelos italianos c. 1911

O islão chegou ao Norte de África numa altura em que não existia qualquer força que se lhe conseguisse opor eficazmente, ao mesmo tempo que havia vários elementos nativos favoráveis ao seu avanço. A presença bizantina era quase inexistente exceto em Berenice e noutras poucas pequenas áreas que estavam de facto sob o controlo bizantino. As cidades estavam quase desertas e sofriam assaltos de bandos de berberes. A população rural berbere era explorada com impostos altíssimos e estavam aspiravam por uma nova administração. A igreja oficial tinha-se distanciado de grande parte da população devido às suas posições intransigentes em relação ao que eram consideradas heresias.
Em 642, foi assinado o Tratado de Alexandria, entre o general conquistador árabe Anre ibne Alas e o patriarca Ciro, o último governador bizantino do Egito, nos termos do qual era ratificada a conquista do Egito pelo Califado Ortodoxo árabe. Pouco depois, em 17 de setembro de 642, a última guarnição bizantina retirou de Alexandria. No início de 643, Anre ibne Alas marchou para a Cirenaica e Tripolitânia, que desde a reorganização feita por Maurício pertenciam à província do Egito. Praticamente não encontrou resistência; não se defrontou com bizantinos e os únicos que lhe fizeram alguma frente foram berberes das tribos leuatas e Huara. Estas renderam-se e concordaram pagar um tributo anual de 13 000 dinares, que passaram a constituir uma parte do tributo pago pelo Egito. Nesse tempo, Berenice mais não era do que uma aldeia insignificante rodeada de magníficas ruínas históricas e passou a ser conhecida pelo nome árabe Barnique.[carece de fontes?]
No século XIII, o pequeno povoado ganhou um papel importante no comércio florescente entre os mercadores genoveses e as tribos do interior do país. Nos mapas do século XVI, aparece o nome de Marça ibne Gazi.[carece de fontes?]
Bengasi era um porto estratégico, demasiado útil para ser ignorado pelos otomanos, que o invadiram em 1578. Entre 1711 e 1835, a cidade esteve dependente de Trípoli, onde estava sediado o governo dos Karamanlis, nominalmente governadores hereditários do Império Otomano, ao qual pagavam um tributo anual, mas que à parte disso eram de facto independentes. Em 1835 o controlo da cidade passou a ser administrada diretamente pelo governo central otomano, uma situação que se manteve até 1911. Nesse período, as águas costeiras de Bengasi eram exploradas por pescadores de esponjas italianos e gregos. Em 1878 e 1874 Bengasi foi devastada por epidemias de peste bubónica.[carece de fontes?]

## Ocupação italiana e Segunda Guerra Mundial

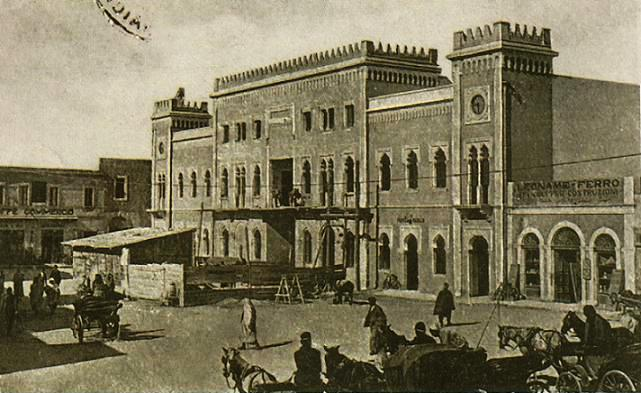
Edifício da sede do governo municipal, construído pelos italianos, numa fotografia de c. 1818–1920

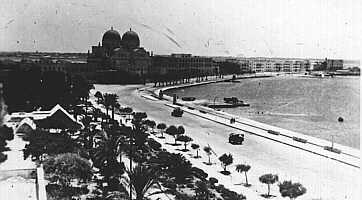
Avenida marginal de Bengasi durante a ocupação italiana, com a catedral ao fundo

Em 1911, Bengasi foi invadida por Itália. A população local da Cirenaica resistiu à ocupação sob a liderança do Omar Almoctar. A opressão italiana foi impiedosa, principalmente após a subida ao poder de Mussolini; cerca de 125 000 líbios foram presos em campos de concentração, onde morreram aproximadamente um terço deles, sobretudo devido a epidemias.[carece de fontes?]
No início da década de 1930, a resistência foi definitivamente esmagada. Em 1931, Omar Almoctar foi enforcado em Suluque, uma aldeia na parte oeste de Bengasi. A administração colonial italiana, dirigida pelo governador Italo Balbo, começou a tentar assimilar a população local com políticas de pacificação. Foram então criadas várias povoações novas para os cireneus, dotadas de serviços de saúde e escolas.[carece de fontes?]
No final da década, a região da Cirenaica tinha mais de 22 000 colonos italianos, que se estabeleceram principalmente na costa em redor de Bengasi. A população da cidade era constituída por mais de 35% de italianos em 1939. Em consequência disso, a Cirenaica em geral e Bengasi em particular teve um enorme desenvolvimento económico na segunda metade da década de 1930, tornando-se uma cidade moderna com um novo aeroporto, uma estação de hidroaviões, uma nova estação ferroviária e outras infraestruturas. Os italianos também modernizaram e expandiram o porto e construíram um bairro de vivendas brancas de estilo italiano e outros edifícios na costa. Bengasi cresceu como um centro administrativo e comercial e no início da Segunda Guerra Mundial tinha 22 000 residentes italianos. Em 1940 estava em construção uma nova linha ferroviária que ligaria Bengasi a Trípoli, mas as obras foram abandonadas quando rebentou a Segunda Guerra Mundial, que também provocou a paragem do desenvolvimento de outras infraestruturas.[carece de fontes?]
Durante a Operação Compasso, a Combeforce dos Aliados capturou Bengasi em 6 de fevereiro de 1941. A cidade foi retomada pelas forças do Eixo comandadas por Erwin Rommel do Afrika Korps em 4 de abril. Voltou a ser tomada pelos Aliados durante a Operação Crusader em 24 de dezembro, sendo novamente reconquistada pelo Afrika Korps em 29 de janeiro de 1942, no seu avanço para o Egito. Após a ter sido derrotado na Segunda Batalha de El Alamein, em 3 de novembro de 1942, o Afrika Korps recuou, passando novamente por Bengasi, que seria tomada pelo 8.º Exército Britânico. A partir daí, a cidade ficou sob administração britânica até ao fim da guerra.[carece de fontes?]

## Bengasi contemporânea

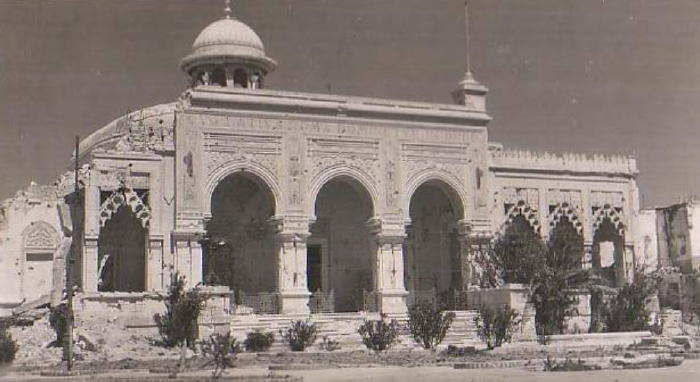
O Palácio Littorio em 1945,, onde funcionou o Parlamento da Cirenaica. Foi construído na década de 1920 e foi desenhado pelo arquiteto italiano Carlo Rossini. Foi muito danificado por bombardeamentos durante a Segunda Guerra Mundial

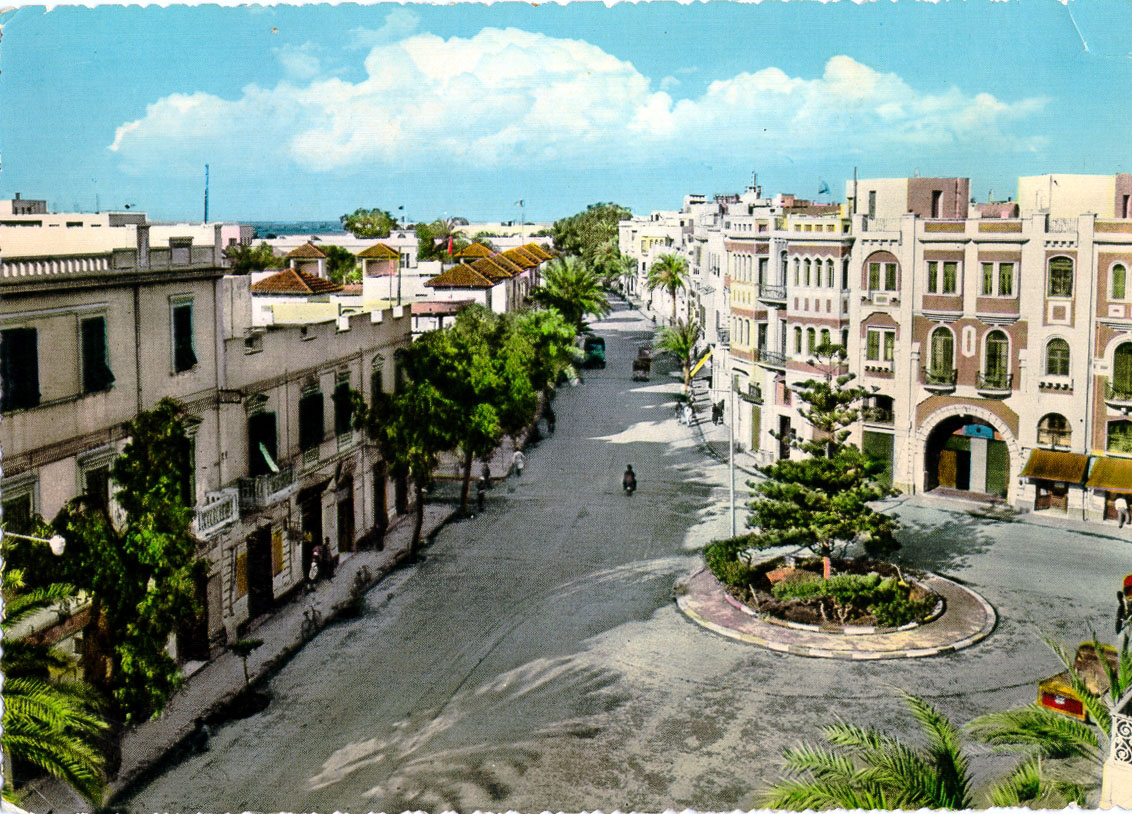
A Maydan al Shajara (Praça da Árvore), no centro de Bengasi, num postal de 1958–1964

Bengasi sofreu pesados bombardeamentos durante a Segunda Guerra Mundial, sendo mais tarde reconstruída com os rendimentos do petróleo provenientes das jazidas então descobertas no país, tornando-se um dos cartões de visita da Líbia moderna. Em 1949 tornou-se a capital do Emirado de Cirenaica, um estado independente apoiado pelo Reino Unido governado por Saíde Idris (líder da ordem Senussi) que nunca foi reconhecido pelas Nações Unidas. Em 1951, foi fundado o Reino da Líbia, unindo a Cirenaica com a Tripolitânia e a Fezânia. Este reino independente tinha como rei Idris e tinha duas capitais — Trípoli e Bengasi.[carece de fontes?]
Bengasi perdeu o estatuto de capital quando os Movimento dos Oficiais Livres liderado por Muamar Gadafi levou a cabo um golpe de estado em 1969, depondo a monarquia e proclamando a República Árabe Líbia. Todas as instituições governamentais passaram então a estar sediadas em Trípoli e o rei Idris foi forçado a exilar-se. Não obstante, a monarquia e os Senussi continuaram a ter bastante apoio na Cirenaica, o que provavelmente foi incentivado por diversas medidas do regime de Gadafi que foram vistas como discriminatórias pela população da região, como foi o caso da demolição em 2000 do estádio do clube de futebol local Al-Ahly na sequência de protestos contra o governo.
Em 15 de abril de 1986, aviões norte-Anreicanos bombardearam Bengasi e Trípoli, o que foi justificado pelo presidente Anreicano Ronald Reagan como sendo uma resposta ao terrorismo dirigido aos Estados Unidos, nomeadamente o atentado bombista em Berlim ocorrido 10 dias antes numa discoteca.[carece de fontes?]
Em fevereiro de 2011, Bengasi foi palco de protestos contra o governo de Gadafi, que começaram por ser pacíficos. O regime respondeu violentamente e na repressão das manifestações as forças paramilitares de segurança e unidades de comandos mataram numerosas pessoas. Muitas casas de suspeitos de ser antipatizantes do regime foram incendiadas. A repressão incentivou a resistência e os protestos subiram de tom, tornando-se uma revolta para tirar Gadafi do poder, que deu rapidamente origem a uma guerra civil. Durante os protestos de Bengasi foram mortas pelas forças de Gadafi mais de 500 pessoas. No final de fevereiro de 2011 o governo perdeu o controlo de Bengasi para o Conselho Nacional de Transição.
A antiga bandeira da Líbia, usada durante a monarquia, foi usada por muitos manifestantes como símbolo da oposição. Alguns manifestantes também ostentaram fotografias do rei Idris. No dia 21 de fevereiro, o governo tinha praticamente perdido o controlo da cidade. O governador Huda Ben Anre, alcunhado "o Carrasco", fugiu para Trípoli, e os residentes organizaram-se para controlar o trânsito e recolher o lixo. No dia 24, foi formado um comité composto por advogados, juizes e outras pessoas respeitadas na cidade para tomar a seu cargo a administração civil e dos serviços públicos. Foram também criadas duas estações de rádio locais, operadas pela Voz da Líbia Livre, e um jornal.[carece de fontes?]

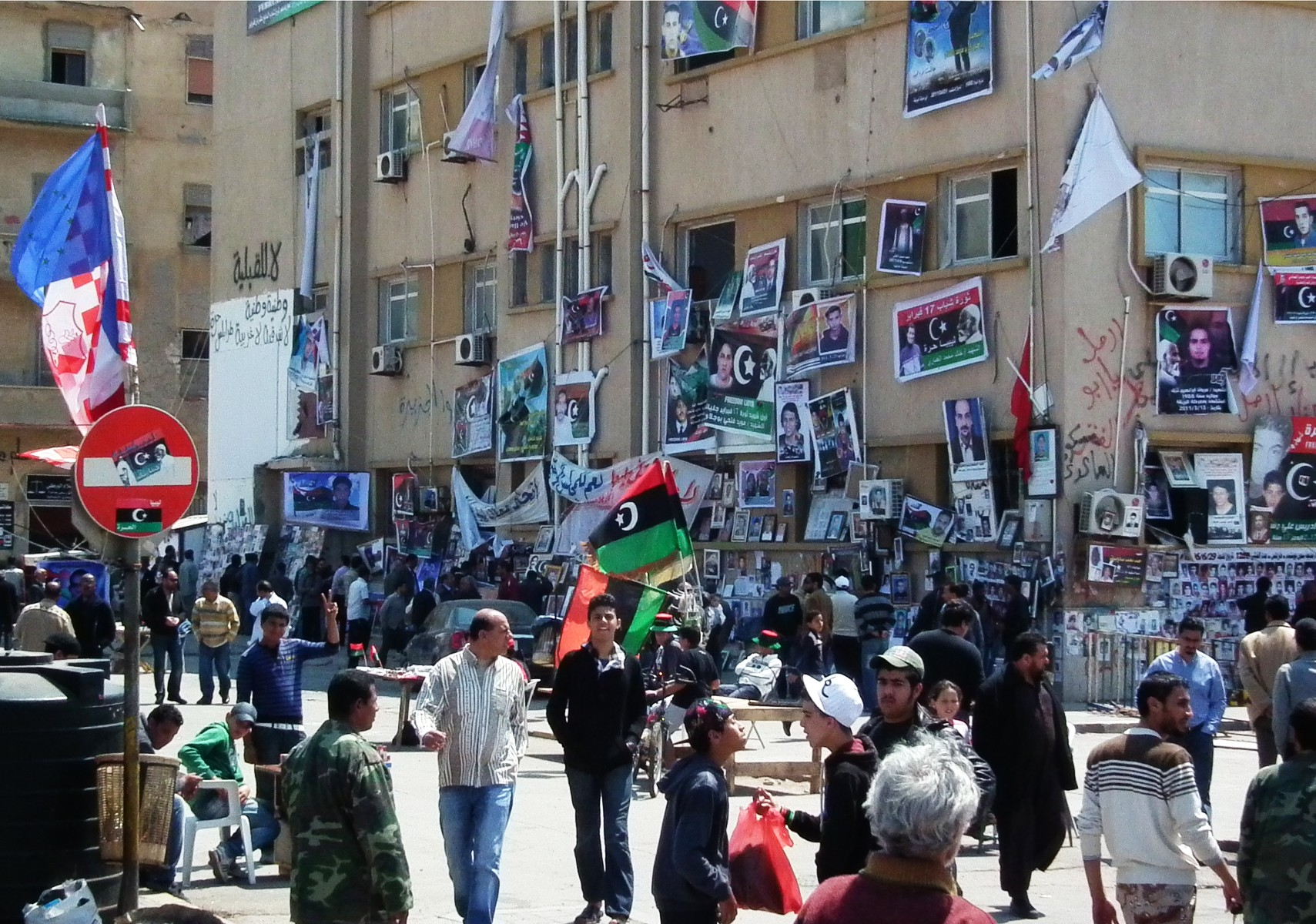
A Praça do Tribunal em abril de 2011. A praça foi um local de manifestações e de organização da revolta. Nas paredes estão afixadas fotografias de mortos nos confrontos e pessoas executadas pelo regime de Gadafi.

Em 19 de março de 2011, a forças pró-Gadafi estiveram quase a derrotar a rebelião, quando lançaram uma ofensiva em grande escala contra Bengasi, mas no dia seguinte foram forçadas a recuar devido à intervenção da força aérea francesa, no contexto da implementação pela OTAN da Resolução 1973 do Conselho de Segurança das Nações Unidas.
A seguir ao derrube do regime de Gadafi, a cidade entrou num clima de grande instabilidade devido à fraqueza dos governos provisórios, às discordâncias entre o governo de Trípoli e as Forças Armadas da Líbia, aos confrontos entre milícias e ao ressurgimento da militância islâmica. Em 2012, Bengasi foi o foco de uma controvérsia nos Estados Unidos, quando a missão Anreicana na cidade foi atacada por um grupo armado de 125 a 150 militantes islâmicos, que mataram vários funcionários Anreicanos, incluindo o embaixador.[carece de fontes?]
No início da segunda guerra civil líbia, em 2014, a cidade assistiu a combates intensos entre as forças armadas nacionais apoiantes do governo da Câmara dos Representantes, os islamistas do Conselho da Shura de Revolucionários de Bengazi (que se entrincheiraram nos bairros centrais costeiros de Suq al-Hout e al-Sabri) e o Wilayat Barqa, o ramo líbio do Daexe. Suq al-Hout e al-Sabri sofreram depois intensos bombardeamentos e danos provocados por combates das forças armadas líbias, durante os últimos meses da batalha travada entre o final de 2016 e o meados de 2017. Foi anunciado que que os militantes do Wilayat Barqa abandonaram Bengasi no início de janeiro de 2017 e as forças armadas líbias declararam a cidade livre do Conselho da Shura em 5 de julho de 2017. Não obstante, continuou a haver combates e apesar de terem cessado oficialmente no dia 27 desse mês, várias dezenas de militantes islâmicos continuaram entrincheirados e cercados em Sidi Akribesh e só no final de 2017 é que foi tomado pelas forças governamentais o último bairro controlado pelos islamistas.